# 黃蔚然
黃蔚然 Vanessa（1993年—），生於1993年2月20日, 香港鋼琴家。她曾於2006年8月在德國埃特林根國際青少年鋼琴賽(15歲以下組別)中贏得季軍，再於2007年4月在烏克蘭舉辦的霍洛維茲國際青少年鋼琴大賽中奪得中級組冠軍。